# Auto Bild
Pour les articles homonymes, voir Bild (homonymie).
Auto Bild est un magazine automobile hebdomadaire allemand du groupe de presse Axel Springer Verlag dont le premier numéro est sorti le 24 février 1986.

## Éditions étrangères
Auto Bild fut diffusé dans 34 pays :
- Azerbaïdjan: Auto Bild Azerbaycan
- Bulgarie: Auto Bild Bulgaria
- Danemark: Auto Bild Danemark
- Estonie: Auto Bild Eesti
- Finlande: Auto Bild Suomi
- France: Auto Plus
- Géorgie: Auto Bild Georgia
- Grèce: Auto Bild Hellas
- Royaume-Uni: Auto Express
- Inde: Auto Bild India
- Indonésie: Auto Bild Indonesia
- Italie: Auto Oggi
- Croatie: Auto Blic
- Lettonie: Auto Bild Lativja
- Lituanie: Auto Bild Litueva
- Macédoine: Auto Bild Makedonja

| - Mexique: Auto Bild Mexico - Monténégro: Auto Bild Srbija i Crna Gora - Pays-Bas: Auto Week - Autriche: Auto Bild Österreich - Pologne: Auto Świat - Portugal: Auto Foco - Roumanie: Auto Bild Romania - Suisse: Auto Bild Schweiz - Slovénie: Auto Bild Slovenia | - Slovaquie: Auto Bild Slovensko - Espagne: Auto Bild ESPAÑA - Serbie: Auto Bild Srbija i Crna Gora - Thaïlande: Auto Bild Thailand - République tchèque: Auto Tip - Turquie: Auto Show - Ukraine: Auto Bild Ukraine - Hongrie: Auto Bild Magyarorszag - Biélorussie: Auto Bild Belarus |